# Lenguas dyirbálicas
Las lenguas dyirbálicas son un grupo de lenguas australianas que constituyen un subgrupo filogenético de las lenguas pama-nyung. El grupo está formado por:
- Dyirbálico (nuclear): dyirbal, warrgamay
- Nyawáygico: wulguru, nyawaygi

Al menos una de las lenguas del bajo Burdekin, el yuru, podría ser también una lengua del subgrupo nyawáygico.

## Comparación léxica
Los numerales en las diversas lenguas dyirbálicas son:
| GLOSA | Dyirbálico nuclear   | Dyirbálico nuclear | Nyawáygico  | Nyawáygico | PROTO- DYIRBÁLICO |
| GLOSA | Dyirbal              | Warrgamay          | Nyawaygi    | Wulguru    | PROTO- DYIRBÁLICO |
| ----- | -------------------- | ------------------ | ----------- | ---------- | ----------------- |
| '1'   | yuŋgul               | yuŋgul             | yuŋgul      | yonkol     | *yuŋkul           |
| '2'   | bulay                | yaga               | yaga        | yakka      | *yaka/ (*pula)    |
| '3'   | gaɻbu                | gaɻbu              | gaːbu       | teɟora     | *gaɻbu            |
| '4'   | bulayirin- bulayirin |                    | gaːbu gaːbu | yongonda   | *2+2              |